# Джон Елтемський (граф Корнуолльський)
Джон Елтемський (англ. John of Eltham, Earl of Cornwall, 15 серпня 1316, замок Елтем — 13 вересня 1336, Перт) другий син короля Англії Едуарда II і його дружини Ізабелли Французької.

## Біографія
Народився в 1316 році в замку Елтем (Кент). У 1324 році Англія вела війну з Францією, і, з побоювань, що мати-француженка може налаштувати дітей проти батька, в Ізабелли Французької забрали трьох молодших дітей. Ймовірно, виховання Джона доручили Елінор де Клер, дружині Х'ю Диспенсер-молодшого. Коли восени 1326 повсталі лондонці змусили Елінор де Клер здати Тауер, вони призначили десятирічного Джона Елтемського хранителем замку і Сіті.
Отримав титул графа Корнуолла 6 жовтня 1328 року. У 1329 році на час відсутності Едуарда III, котрий вирушив до Франції для принесення васальної присяги, був призначений номінальним намісником. Взяв участь як командир передового загону в битві біля Халідон-Гілла. У 1335 році зайняв західну Шотландію. Помер в Перті у віці 20 років. Повідомлення шотландського літописця Джона Фордуна (Chronica Gentis Scotorum) про те, що Джон Елтемскій був убитий у сварці своїм братом Едуардом III вельми сумнівно. Англійська лицар сер Томас Грей у своїй Scalacronica говорить лише, що Джон Елтем помер «прекрасною смертю». За повідомленням біографа Ізабелли Французької Е. Вейр, принц помер від ран, отриманих у сутичці з шотландцями. Похорони Джона Елтемского пройшли в Лондоні в січні 1337 року. Могила знаходиться у Вестмінстерському абатстві.
Після смерті Джона Елтемского титул графа Корнуолла припинив своє існування